# Renaud de Mélinais
Saint Renaud de Mélinais († v. 1104) est un ermite catholique établi aux confins de l'Anjou  et du Maine. Il est aussi appélé Regnauld, Réginald et en latin Reginaldus. Fête le 17 septembre.
Il fut d'abord chanoine régulier à Soissons. Il vint ensuite se placer sous la direction spirituelle de saint Robert d'Arbrissel  et vécut, comme lui, en solitaire dans la forêt de Craon  (Mayenne). Il s'installa ensuite dans la forêt de Mélinais, près de La Flèche (Sarthe), où il mourut.
Il figure dans le calendrier français des fleuristes 2011.